# Амфревил ле Шан (Ер)
Амфревил ле Шан (фр. Amfreville-les-Champs) насеље је и општина у северној Француској у региону Горња Нормандија, у департману Ер која припада префектури Andelys.
По подацима из 2011. године у општини је живело 455 становника, а густина насељености је износила 69,36 становника/km². Општина се простире на површини од 6,56 km². Налази се на средњој надморској висини од 136 метара (максималној 154 m, а минималној 70 m).

## Демографија
| 1962. | 1968. | 1975. | 1982. | 1990. | 1999. | 2011. |
| ----- | ----- | ----- | ----- | ----- | ----- | ----- |
| 181   | 183   | 221   | 269   | 286   | 342   | 455   |

График промене броја становника у току последњих година